# تیم ملی والیبال مردان فیجی
تیم ملی والیبال مردان فیجی تیم ملی والیبال مردان کشور فیجی است. رده‌بندی جهانی اف‌آی‌وی‌بی این تیم در ۲۲ ژوئیه سال ۲۱۳، ۱۲۲ بوده است.